# 향내동 사건
향내동 사건은 1898년 황해도 재령군서 벌어진 개신교와 천주교인간의 충돌 사건이다.

## 개요
1898년 황해도 재령군의 개신교 교회인 향내동 교회 교인들은 예배당을 새로 건축했는데 아직 성당이 없던 이웃 천주교 신자들 100여명이 몰려와서 예배당을 같이 사용하자고 주장했다. 이에 향내동 교인들이 거절하자 행패를 부려 건축이 중단되었다. 이에 향내동 교회 대표는 개신교 평양선교부에 호소했지만 당시 평양선교부는 힘이 약하여 도울 수 없었다. 이렇게 되자 천주교인들은 더욱 더 협박하기 시작했고 교회 문을 닫게 될 지경이 되었다. 이에 교역자 최병은과 김재환이 천주교 빌헬름 신부를 상대로 소송을 제기하였다. 재판 당일 천주교 측에서는 200여명이 몰려와 시위를 벌였는데 반해 향내동 교회 측에서는 단 두사람만 출석 하였기에 두사람은 걱정 가운데 기도하면서 조목조목 바른 판결을 호소하였다. 이에 재판장은 원고 승소 판결을 하여 다시 예배당을 건축하게 된 사건이다.

## 사건의 영향
이 사건으로 인하여 천주교는 황해도 지역에서 민심을 잃고 개신교는 더욱 부흥하는 계기가 되고 최병은은 후에 목사가 되었다.